# Blåsfliksmossa
Blåsfliksmossa (Lejeunea cavifolia) är en levermossart som först beskrevs av Jakob Friedrich Ehrhart, och fick sitt nu gällande namn av Sextus Otto Lindberg. Blåsfliksmossa ingår i släktet Lejeunea, och familjen Lejeuneaceae. Arten är reproducerande i Sverige.